# Delhi Crime
Delhi Crime (Crimes em Déli, no Brasil) é uma série de televisão de crime-drama indiana escrita e dirigida por Richie Mehta. Estrelando Shefali Shah, Rasika Dugal, Adil Hussain e Rajesh Tailang, a série em sete episódios é ambientada após o estupro coletivo de Delhi em 2012. Seus dois primeiros episódios foram estreados no Sundance Film Festival de 2019 na categoria Indie Episodic. A série estreou na Netflix em 22 de março de 2019.
No International Emmy Awards, realizado em setembro de 2020, Delhi Crime recebeu o prêmio de Melhor Série Dramática, tornando-se a primeira série indiana a ganhar nesta categoria. O programa foi renovado para uma segunda temporada com o retorno do elenco principal.

## Sinopse
Crimes em Déli é baseado no caso de estupro coletivo de Déli em 2012 que ocorreu no bairro de Munirka, no sul de Déli. A série segue a história no rescaldo do estupro em grupo, onde a vice-comissária de polícia (DCP), Vartika Chaturvedi, é encarregada de encontrar os culpados, responsáveis pelos ataques de ambos e pela morte de uma das vítimas.

## Elenco
- Shefali Shah como Vartika Chaturvedi
- Rasika Dugal como Neeti Singh
- Adil Hussain como Kumar Vijay
- Rajesh Tailang como Bhupendra Singh
- Denzil Smith como Vishal Chaturvedi
- Yashaswini Dayama como Chandni
- Avijit Dutt como Gururaj Dixit
- Gopal Dutt como Sudhir Kumar
- Sanjay Bishnoi como Akash
- Mridul Sharma como Jai Singh
- Jaya Bhattachary como Vimla Bharadwaj
- Swati Bhatia como Ira

## Produção
Mehta concebeu a idéia de Delhi Crime durante uma conversa com Neeraj Kumar, ex-comissário da Deli Police, que o apresentou à equipe de investigação e forneceu acesso a vários documentos legais que foram preparados como parte da investigação. Mehta disse que o making of da série foi uma "jornada pessoalmente transformadora" para ele. Ele falou com vários policiais envolvidos no caso e tentou "refazer os caminhos que a polícia tomou durante o curso da investigação".
Mehta levou seis anos para terminar sua pesquisa. A série foi filmada em Delhi. Mehta inicialmente queria fazer isso como um longa-metragem, mas, enquanto continuava a pesquisa, ele percebeu que não conseguia encaixar o conteúdo naquele tamanho. O personagem de Vartika foi baseado em Chhaya Sharma, a ex-vice-comissária de polícia em Delhi. Mehta conheceu ela, que estava na equipe que pegou os autores. Eles falaram por meses enquanto Mehta estudava seu ponto de vista do crime. A série abrange seis dias, cobrindo o período entre 16 de dezembro e 21 de dezembro, do incidente até a prisão final. A série estreou em janeiro de 2018 depois de receber permissão da polícia de Déli e da família da vítima. Mehta decidiu não mostrar o estupro na tela porque pretendia "não cruzar essa linha na exploração.", como prometido à família.

## Recepção
No Rotten Tomatoes, a primeira temporada da série tem um índice de aprovação de 93% com base em 15 avaliações, com uma classificação média de 7,4/10. O concenso do site diz: "Com precisão e graça, Bowen, Bruce e Richie entregam um thriller bem equilibrado e refrescante que examina com veemência a verdadeira tragédia do crime ouvida em todo o mundo".
Daniel Fienberg, do The Hollywood Reporter, chamou-o de "consistentemente diferente o suficiente para ser interessante". Ele também achava que as convenções processuais da polícia pareciam "razoavelmente novas e consistentemente envolventes". Ben Travers, do IndieWire, escreveu: "Uma série de crimes verídicos, difíceis de assistir, a Deli Crime Story não será para todos — mas vai prender quem assiste".